# Tito Cesernio Stazio Quinzio Staziano Memmio Macrino
Tito Cesernio Stazio Quinzio Staziano Memmio Macrino (in latino: Titus Caesernius Statius Quinctius Statianus Memmius Macrinus; 100/105 circa – post 150) senatore romano, amico dell'Imperatore romano Adriano. Era figlio di Tito Quinzio Cesernio Stazio Macedo e Rutilia Prisca Sabiniana, oltre ad essere fratello di Tito Quinzio Cesernio Stazio Macedo Quinziano (suffectus del 138).
La famiglia di Cesernio proveniva da Aquileia. Attorno al 130 fu questore e poi tribuno della plebe, fu candidato intorno all'anno 129 ad accompagnare Adriano in uno dei suoi viaggi, in Oriente. Venne inviato da Adriano a reclutare giovani in Transpadana attorno al 134. Dopo aver ricoperto il comando di legatus legionis della legio XIV Gemina Martia Victrix, Staziano tra il 138 ed il 141 divenne legatus legionis della legio III Augusta in Numidia.
Divenne, quindi, patrono delle città di Timgad e Cirta, dove ricevette l'onore di essere omaggiato di una statua pubblica. Staziano, infine, ottenne il consolato attorno al 141 (consul suffectus) e nell'anno 150 divenne legatus Augusti pro praetore della Germania superiore. Era anche sacerdote imperiale sodalis Augustalis, probabilmente ancora sotto Adriano.